# Canton de Lisle-sur-Tarn
Le canton de Lisle-sur-Tarn est une ancienne division administrative française, située dans le département du Tarn en région Midi-Pyrénées.

## Géographie
Ce canton était organisé autour de Lisle-sur-Tarn dans l'arrondissement d'Albi. Son altitude variait de 95 m pour Lisle-sur-Tarn à 325 m pour Peyrole, avec une moyenne de 176 m.

## Histoire
- Le canton s'appelait Lisle-d'Albi au XIXe siècle.

- De 1833 à 1848, les cantons de Lisle-sur-Tarn et de Salvagnac avaient le même conseiller général. Le nombre de conseillers généraux était limité à 30 par département[1].

- Le canton est supprimé par le décret du 17 février 2014 qui entre en vigueur lors des élections départementales de mars 2015[2]. Lisle-sur-Tarn est rattachée au canton de Vignobles et Bastides, cependant que Parisot et Peyrole rejoignent celui des Deux Rives.

## Représentation

### Conseillers généraux de 1833 à 2015
| Période    | Période             | Identité               | Étiquette             | Qualité |
| ---------- | ------------------- | ---------------------- | --------------------- | --- |
| 1833       | 1834 (annulation)   | Joseph Rigal           |                       | Médecin en chef de l'hôpital, maire de Gaillac |
| 1834       | 1835 (invalidation) | Félix Vialas           |                       | Homme de loi, agent national près le district de Gaillac Président du Tribunal civil, membre du conseil municipal                                                                                    |
| 1835       | 1848                | Joseph Rigal           |                       | Médecin en chef de l'hôpital, maire de Gaillac |
| 1848       | 1852                | Jean Compayré-Camboula |                       | Propriétaire à Lisle-sur-Tarn |
| 1852       | 1858                | Alexis Andrieu         |                       | Notaire, ancien juge de paix à Lisle-sur-Tarn |
| 1858       | 1860 (décès)        | Dieudonné Mercadier    |                       | Avocat, maire de Gaillac, ancien conseiller d'arrondissement du canton de Gaillac |
| 1860       | 1870                | Melchior de Gélis      | Droite                | Propriétaire - Maire de Lisle-sur-Tarn (1874-1878) |
| 1870       | 1871                | Achille Crouzet        |                       | |
| 1871       | 1874                | Eliezer Gineste        |                       | Avocat, propriétaire à Saurs |
| 1874       | 1880                | Melchior de Gélis      | Droite                | Propriétaire - Maire de Lisle-sur-Tarn (1874-1878) |
| 1880       | 1886 (décès)        | Raymond Maruéjouls     | Républicain           | Maire de Lisle-sur-Tarn (1878-1886) |
| avril 1886 | août 1886           | Flavien Barthe         | Droite                | Avocat, propriétaire à Saurs |
| 1887       | 1898                | Auguste Baljalade      | Républicain           | Ancien conseiller de préfecture, Gaillac |
| 1898       | 1899 (annulation)   | Ernest Bounhiol        | Républicain           | Expert géomètre, maire de Parisot, conseiller d'arrondissement |
| 1899       | 1901 (démission)    | Augustin Puylaurens    | Droite                | Propriétaire du château de Fortis à Lisle-sur-Tarn |
| 1902       | 1904                | Joseph Baljalade       | Républicain           | Ancien conseiller de préfecture, Gaillac |
| 1904       | 1910                | Ernest Bounhiol        | Rad.                  | Maire de Parisot (1893-1919) |
| 1910       | 1928                | Louis Dambre           | RG                    | Docteur en médecine Maire de Lisle-sur-Tarn (1920-1935) |
| 1928       | 1940                | Paul Saissac           | Rad.                  | Propriétaire, directeur fondateur de banque Adjoint au Maire, puis Maire, de Lisle-sur-Tarn Membre de la Commission administrative départementale (1941-1942) Nommé conseiller départemental en 1942 |
|            |                     |                        |                       | |
| 1945       | 1961 (décès)        | Paul Saissac           | Rad.                  | Banquier Maire de Lisle-sur-Tarn (1939-1961) Président du Conseil Général (1955-1961) |
| 1961       | 1967                | Jean Barguet           | Rad.                  | Avocat à Castres, maire de Lescout |
| 1967       | 1973                | Raymond Deymier        | DVG                   | Agent immobilier, maire de Lisle-sur-Tarn (1961-1971) |
| 1973       | 1992                | Pierre Cayla           | DVG puis MRG puis DVD | Géomètre - Maire de Lisle-sur-Tarn (1971-1989) |
| 1992       | 2008 (décès)        | Jean Béteille          | SE-DVG                | Viticulteur - Maire de Lisle-sur-Tarn (1989-2001) |
| 2008       | 2015                | Maryline Lherm         | SE-DVD                | Fleuriste Maire de Lisle-sur-Tarn depuis 2014 Elue en 2015 dans les Canton de Vignobles et Bastides                                                                                                  |

### Conseillers d'arrondissement (de 1833 à 1940)
Le canton de Lisle appartenait à l'arrondissement de Gaillac jusqu'à sa disparition en 1926.
| Période                                  | Période      | Identité                                       | Étiquette                      | Qualité |
| ---------------------------------------- | ------------ | ---------------------------------------------- | ------------------------------ | --- |
| 1833                                     | 1836         | M. Cassanhol-Couffouleux                       |                                | Juge de paix à Lisle                                                                                        |
| 1836                                     | 1837 (décès) | Étienne Marie Subsol de Fongaudran (1773-1837) |                                | Propriétaire à Lisle                                                                                        |
| 1837                                     | 1842         | Jean Jacques Paulin Dugourc (1782-1855)        |                                | Notaire à Lisle                                                                                             |
| 1842                                     | 1848         | Joseph Bounhiol                                |                                | Maire de Parisot (1834-1853 et 1856-1863)                                                                   |
| 1848                                     |              | Paul-Augustin Malric                           |                                | Propriétaire                                                                                                |
|                                          |              |                                                |                                | |
| 1889                                     | 1901         | Ernest Bounhiol                                | Républicain                    | Expert-géomètre, maire de Parisot (1893-1919)                                                               |
| 1901                                     |              | Élie Lestang                                   | Républicain puis Radical       | |
|                                          |              |                                                |                                | |
|                                          | 1925         | M. Malet                                       | Action républicaine et sociale | |
| 1925                                     |              | Théophile Muratet (1877-1940)                  | Rad.ind.                       | Courtier en vins à Lisle-sur-Tarn                                                                           |
|                                          | 1940         | M. Mézan                                       | Radical                        | |
| 1940                                     |              |                                                |                                | Les conseils d'arrondissement ont été suspendus par la loi du 12 octobre 1940 et n'ont jamais été réactivés |
| Les données manquantes sont à compléter. |              |                                                |                                | |

## Composition
Le canton de Lisle-sur-Tarn comprenait trois communes et comptait 5 828 habitants, selon la population municipale au 1er janvier 2012.
| Nom            | Code Insee | Intercommunalité                  | Superficie (km2) | Population (dernière pop. légale) | Densité (hab./km2) |
| -------------- | ---------- | --------------------------------- | ---------------- | --------------------------------- | ------------------ |
| Lisle-sur-Tarn | 81145      | CA Gaillac Graulhet Agglomération | 86,56            | 4 514 (2014)                      | 52                 |
| Parisot        | 81202      | CA Gaillac Graulhet Agglomération | 28,99            | 957 (2014)                        | 33                 |
| Peyrole        | 81208      | CA Gaillac Graulhet Agglomération | 20,59            | 534 (2014)                        | 26                 |

## Démographie
| 1962  | 1968  | 1975  | 1982  | 1990  | 1999  | 2006  | 2010  |
| ----- | ----- | ----- | ----- | ----- | ----- | ----- | ----- |
| 4 064 | 4 224 | 4 155 | 4 186 | 4 352 | 4 551 | 5 265 | 5 651 |

| 2012  | - | - | - | - | - | - | - |
| ----- | - | - | - | - | - | - | - |
| 5 828 | - | - | - | - | - | - | - |